# (9147) Kourakuen
(9147) Kourakuen (1977 DD1) – planetoida z pasa głównego asteroid okrążająca Słońce w ciągu 3,25 lat w średniej odległości 2,19 j.a. Odkryta 18 lutego 1977 roku.